# Xã Todd, Quận Hubbard, Minnesota
Xã Todd (tiếng Anh: Todd Township) là một xã thuộc quận Hubbard, tiểu bang Minnesota, Hoa Kỳ. Năm 2010, dân số của xã này là 1.393 người.